# Alfa Romeo 4C
L'Alfa Romeo 4C è una coupé sportiva prodotta dalla casa automobilistica italiana Alfa Romeo dal 2013 al 2021.
È stata presentata in anteprima mondiale in rete, anticipando di poco la première internazionale al Salone dell'automobile di Ginevra nel marzo del 2013, e il successivo debutto italiano al Salone del Mobile di Milano nell'aprile dello stesso anno. Pur essendo una vettura a marchio Alfa Romeo, la produzione è a cura di Maserati (altra casa automobilistica di Fiat S.p.A.) presso il proprio stabilimento a Modena.

## Contesto
In quanto vettura ad alte prestazioni, l'Alfa Romeo 4C può essere considerata una rivisitazione in chiave moderna di alcune storiche sportive passate della casa milanese. A livello strutturale, gli ingegneri hanno tratto spunto dalla concept car Scarabeo del 1966 (realizzata dalla OSI su base Giulia), mentre sul piano dello stile emergono delle similitudini con la 8C Competizione del 2007 – da cui però la 4C differisce in quasi la totalità dei suoi aspetti, sia concettuali sia meccanici.
La sigla 4C si riferisce al numero di cilindri del propulsore montato centralmente sulla vettura, ed è al contempo un richiamo alle vetture sportive prodotte dal marchio milanese negli anni 30 e 40 del XX secolo; infatti le sigle 8C e 6C contraddistinsero una serie di modelli, da competizione e stradali, equipaggiati con motori rispettivamente a otto e sei cilindri.

## Stile

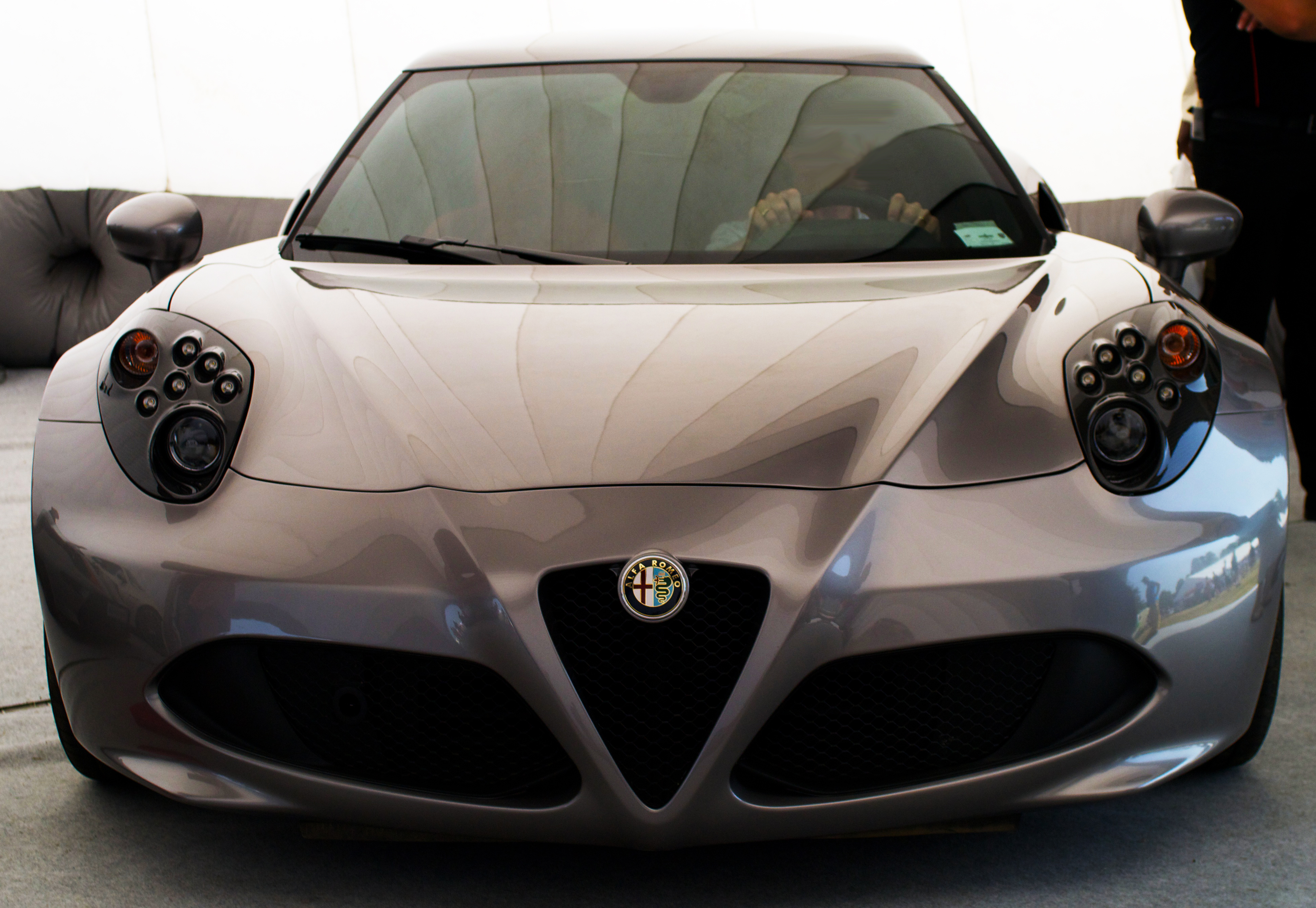
Vista frontale della 4C su cui spicca il grande trilobo

Lo stile e il design della vettura è opera di un team supervisionato da Marco Tencone, responsabile del Centro Stile Alfa Romeo, insieme a Lorenzo Ramaciotti, coordinatore generale dello stile dei marchi del gruppo Fiat-Chrysler. L'estetica è un'evoluzione diretta di quella esposta con la 4C Concept del 2011, già realizzata sotto la supervisione di Ramacciotti. Gli esterni sono opera di Alessandro Maccolini (già mano degli esterni del concept), mentre gli interni di Emanuel Derta (con un disegno del tutto nuovo rispetto al concetto del 2011).

### Esterni
La versione definitiva della berlinetta Alfa Romeo non si discosta dalle linee dell'omonimo prototipo presentato due anni prima al Salone di Ginevra: le principali differenze riguardano i gruppi ottici frontali non più carenati, dotati ora di una serie di cinque luci LED diurne, e da due fari bi-xeno posti all'interno di una struttura in fibra di carbonio. Anche le prese d'aria sulle fiancate laterali sono mutate: originalmente inglobate nella struttura delle portiere sono, nella versione di serie, fisse al corpo vettura.

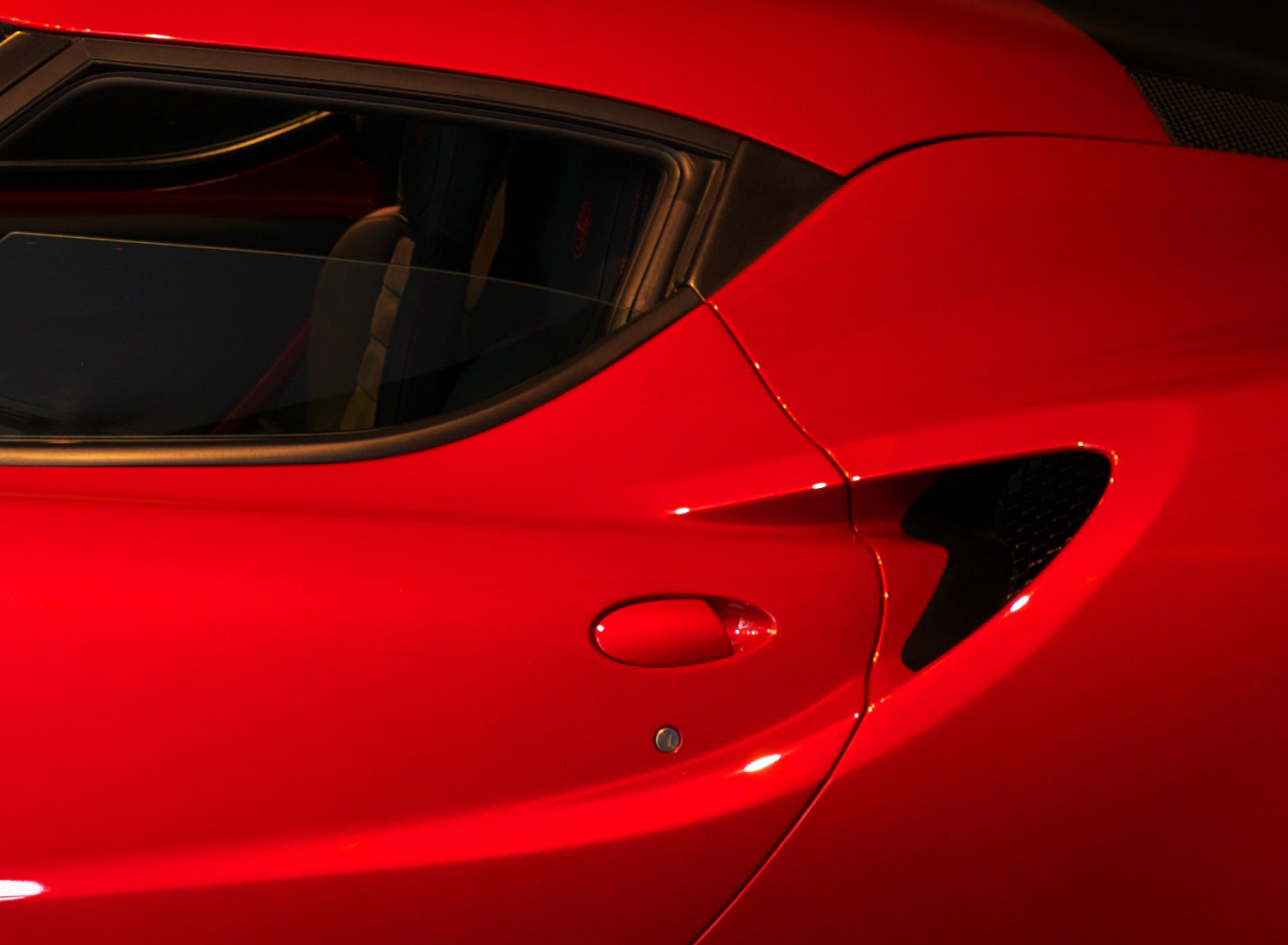
Dettaglio della presa dinamica laterale a filo, inglobata nella linea di cinta della portiera

Il disegno della vettura, che nella versione prototipo si era aggiudicato i premi AutoBild Design Award (2011, Germania), Design Award for Concept Cars & Prototypes (2012, Italia) e MostExciting Car of 2013 - 'What Car? (2013, Gran Bretagna), presenta forti richiami alla tradizione stilistica Alfa Romeo; oltre alla 8C Competizione, altri tratti della carrozzeria si rifanno ai modelli degli anni 50 e 60 del XX secolo, come la Disco Volante, la Giulietta Sprint e la 33 Stradale.
La versione Launch Edition presenta delle prese d'aria anteriori aggiuntive rispetto al prototipo; questi particolari non sono presenti nella versione base del modello di serie. La versione definitiva differisce dalla concept car del 2011 anche per due fori d'estrazione posteriori, necessari per la ventilazione del motore e per finalità aerodinamiche.

### Interni

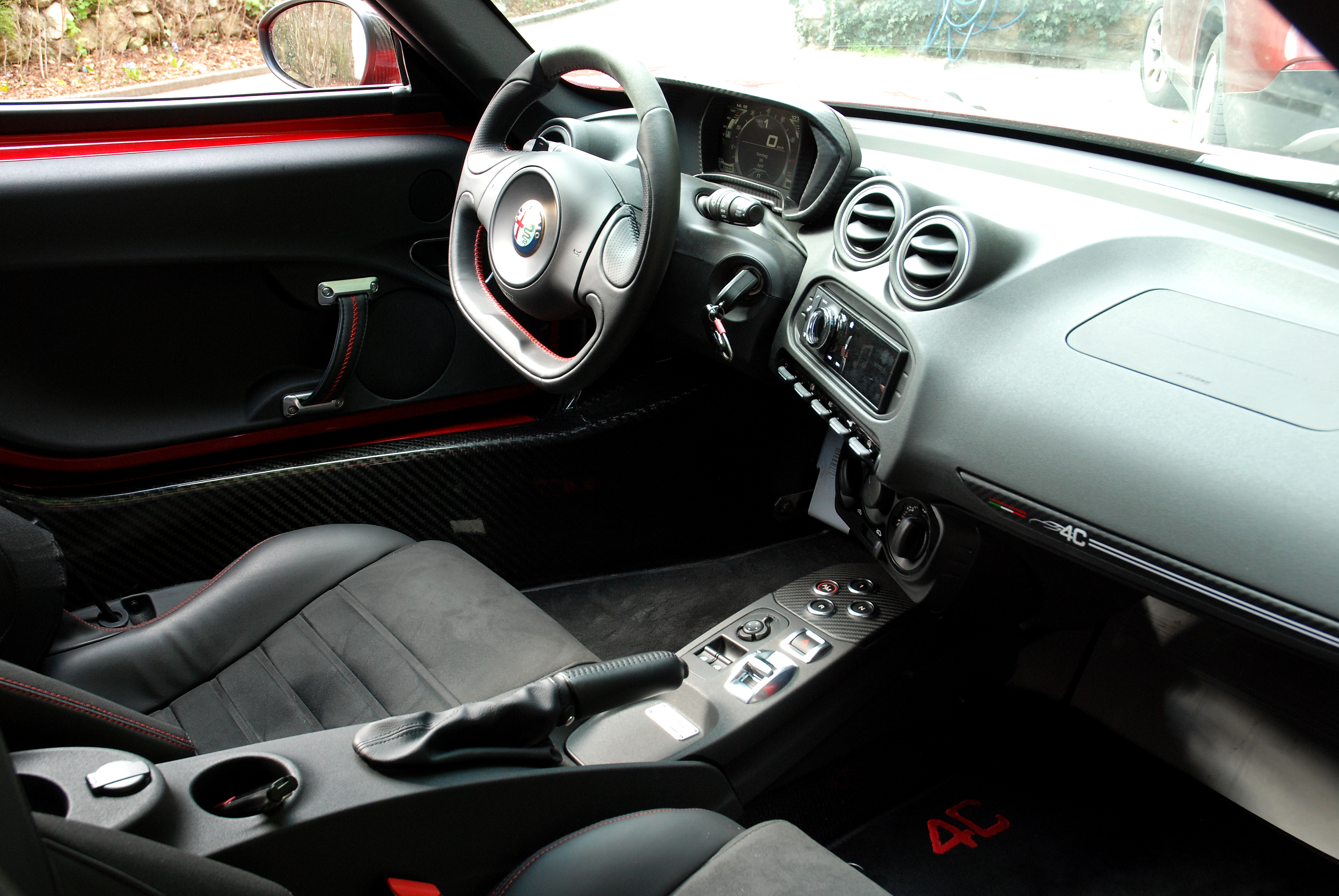
Panoramica dell'abitacolo

Rispetto alla linea esterna, gli interni sono stati rifatti ex novo poiché quelli del modello definitivo non hanno nulla in comune con quelli della concept. Nell'abitacolo, la plancia – rivolta verso il guidatore – presenta due bocchette circolari; subito dopo vi trovano posto i comandi della radio e infine quelli del climatizzatore. Il volante – a due razze e con la corona appiattita in basso – è di derivazione 500 Abarth e ha delle impunture fatte a mano, con colore a contrasto. I due sedili della Sabelt, a guscio e con il logo della casa impresso sui poggiatesta, sono inframezzati dal tunnel centrale dove trovano posto i tasti di gestione del cambio a doppia frizione Alfa Romeo TCT e il manettino Alfa Romeo DNA (che sulla 4C prevede, oltre i settaggi Dynamic, Normal e All Weather, per la prima volta anche la nuova modalità Race che integra il launch control).
Inoltre gli interni si caratterizzano per la presenza di fibra di carbonio a vista su vari elementi (tra cui i battitacchi), per le maniglie delle portiere in pelle e il quadro strumenti a colori da 7 pollici, completamente digitale e personalizzabile (in base alle posizioni del manettino DNA) che viene integrato nella plancia dientro il volante.

## Caratteristiche tecniche

### Architettura

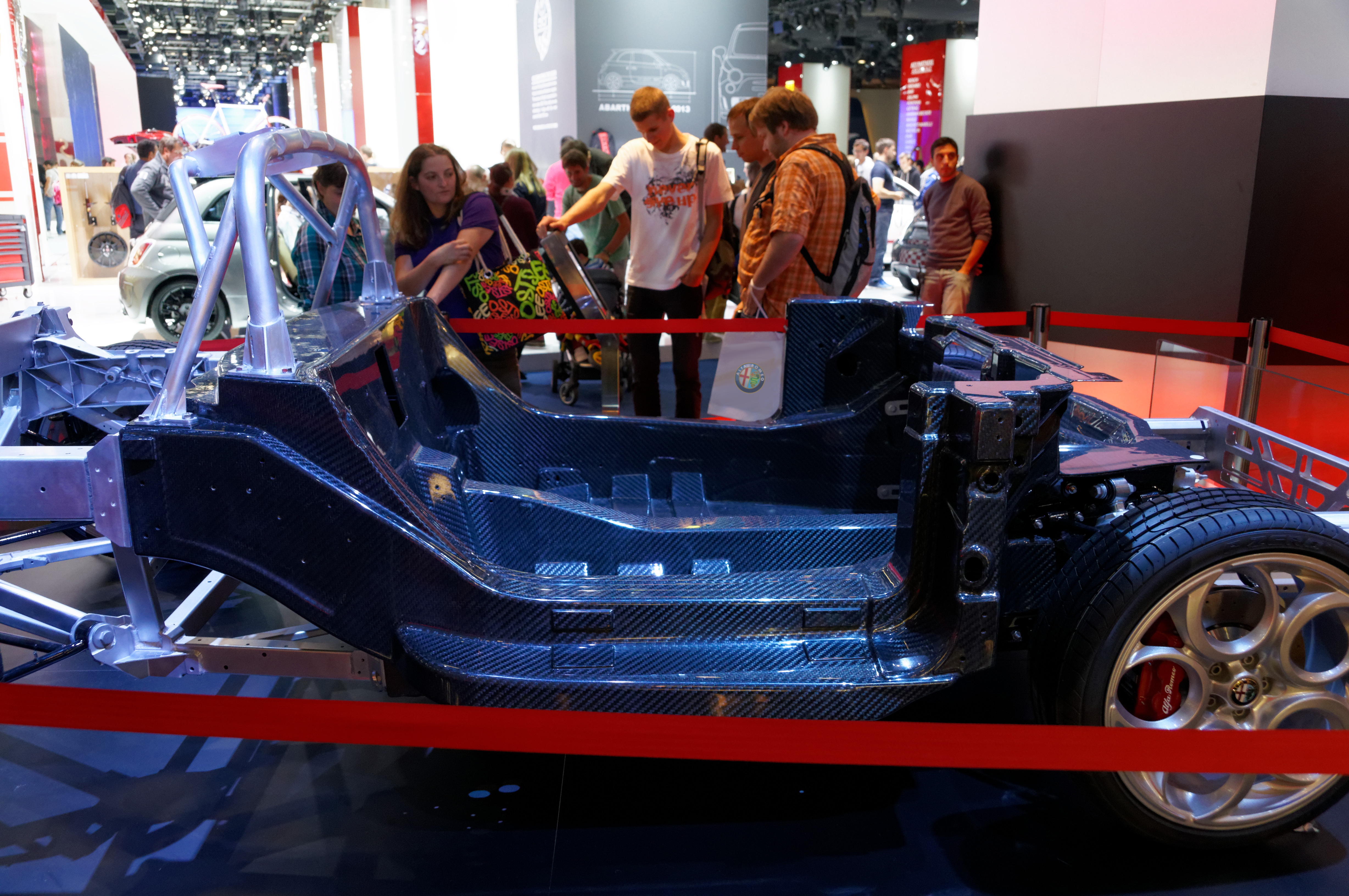
Il telaio della 4C, la cui realizzazione unisce una monoscocca in carbonio a elementi in alluminio

Il telaio è costituito da una monoscocca realizzata interamente in fibra di carbonio, del peso di soli 65 kg, secondo una tecnologia di derivazione Formula 1, mentre le strutture anteriore e posteriore del telaio e la gabbia di rinforzo del tetto sono in alluminio. La tecnologia utilizzata per la realizzazione della monoscocca è denominata pre-preg (pre-impregnato e formato da fibre unidirezionali) ed è abbinata a una lavorazione denominata "cocura" che permette di ottenere un unico pezzo, senza assemblaggi: si tratta di un brevetto Dallara utilizzato in Formula 1 e al suo primo utilizzo su vetture stradali.
L'alluminio, utilizzato per ridurre il peso, rappresenta il 38% del peso complessivo della vettura che raggiunge gli 895 kg a secco. Questo viene utilizzato secondo un processo denominato Cobapress che combina i vantaggi della fusione con quelli della forgiatura ottenendo pezzi ad elevata densità. Il peso ridotto, permette alla vettura di avere maggiori prestazioni e un miglioramento del comportamento stradale. Il rapporto peso/potenza è di 3,85 kg/CV. mentre la distribuzione dei pesi è 40% all'anteriore e 60% al posteriore.

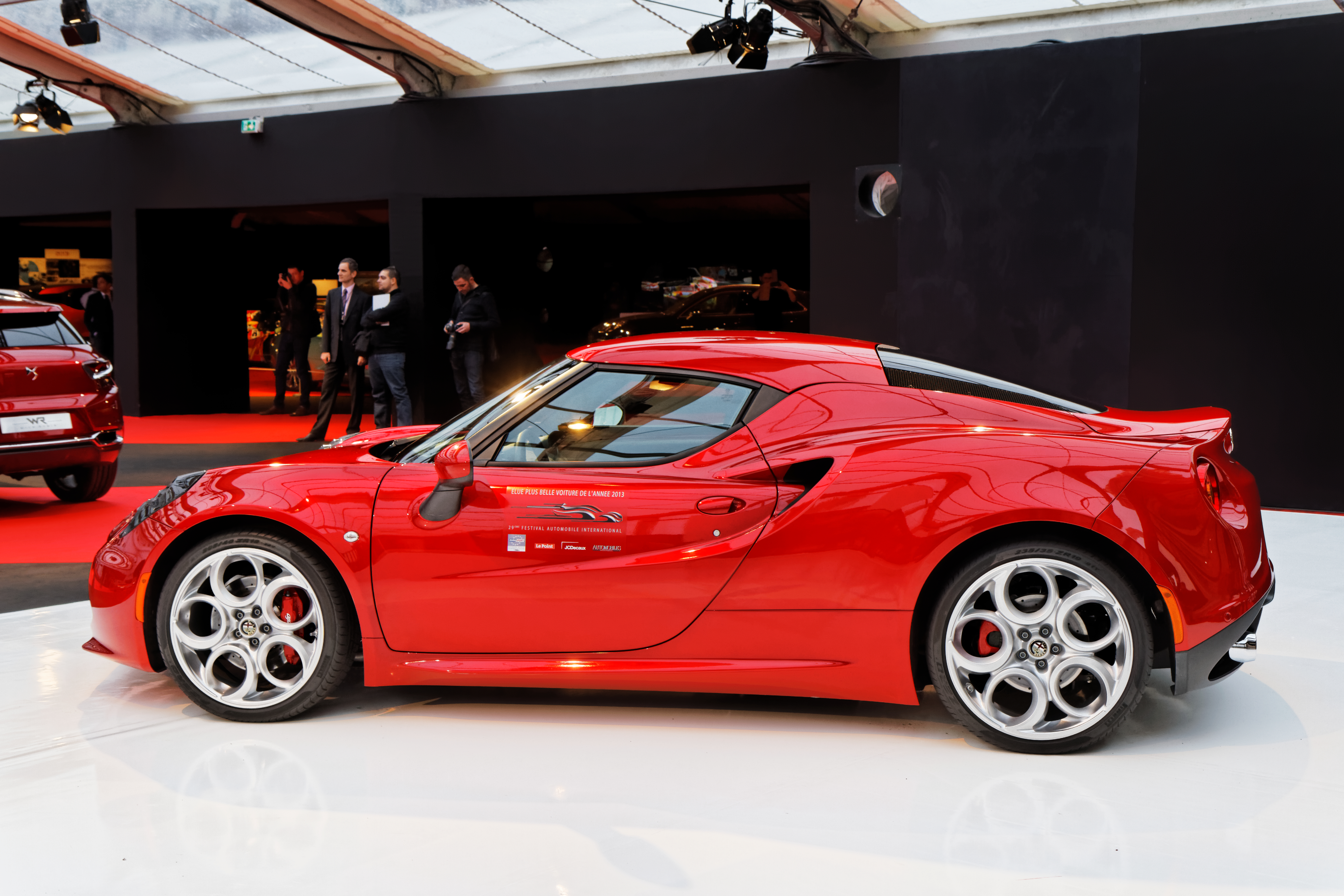
Vista laterale della coupé

Le sospensioni adottate sono a triangoli sovrapposti per l'avantreno, mentre per il retrotreno è montata un'evoluzione dello schema McPherson. Il sistema frenante prevede quattro dischi forati autoventilanti di tipo ibrido, con pinze Brembo in alluminio a quattro pistoncini sull'asse anteriore. Le piste frenanti sono realizzate in ghisa mentre le campane sono in alluminio, che riduce di circa 2 kg il peso su ogni ruota, oltreché per migliorare la frenata senza ricorrere a più costosi freni in materiale composito.

### Carrozzeria
La carrozzeria è interamente in materiale composito di tipo SMC (in questo caso un poliestere rinforzato con fibra di vetro che ha un peso specifico di 1,5 g/cm³ rispetto ai 2,7 g/cm³ dell'alluminio) a bassa densità e alta resistenza. L'utilizzo di questo materiale permette un'ulteriore riduzione del peso, quantificata nel 50% rispetto a una lega leggera.
I paraurti sono realizzati in poliuretano a iniezione (denominato commercialmente PUR-RIM) che permette una riduzione del peso di circa il 20% rispetto ai paraurti tradizionali. I vetri sono più sottili del 10% e più leggeri del 15% rispetto a quelli tradizionali; il parabrezza è spesso solo quattro millimetri.

### Meccanica

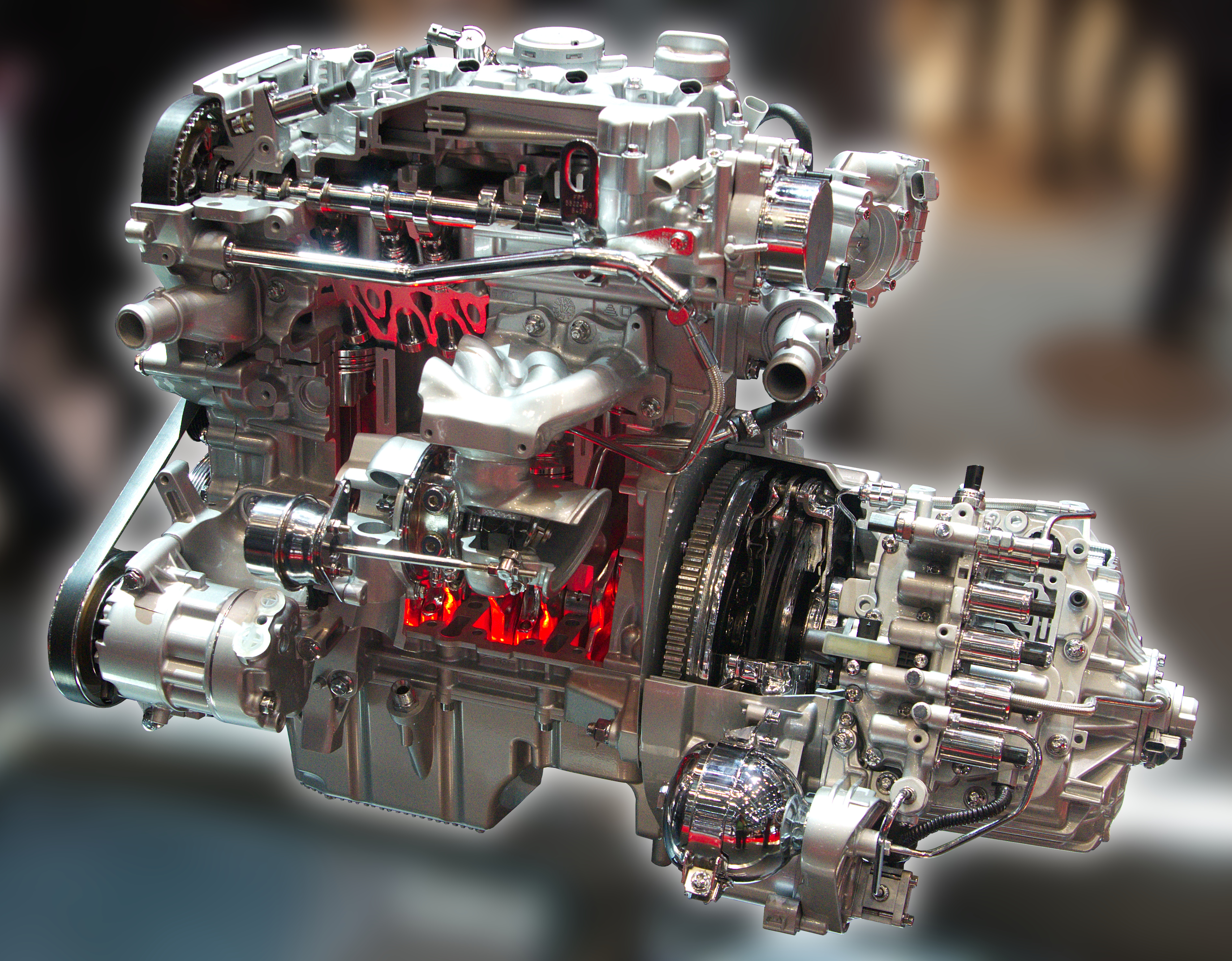
Il motore 1750 TBi della 4C

La vettura è equipaggiata con un motore in linea a quattro cilindri a ciclo Otto, turbocompresso con alimentazione a iniezione diretta, dotato di variatore di fase; è costruito integralmente in lega leggera, in modo da contenerne il peso, e alloggiato in posizione centrale-posteriore trasversale. La cilindrata è di 1742 cm³ ed eroga una potenza massima di 240 CV, per una coppia motrice massima di 350 N·m di cui l'80% disponibile già a 1700 giri/minuto; ciò permette, secondo la casa, una velocità massima di circa 255 km/h e una accelerazione da 0 a 100 km/h in 4,5 secondi.
La trasmissione è affidata da un cambio a doppia frizione a secco Alfa Romeo TCT gestibile in modalità sequenziale e per il quale è prevista la funzione launch control. La trazione è posteriore e la gestione avviene tramite il manettino Alfa Romeo DNA. Il propulsore è derivato dall’unità che equipaggia la Giulietta Quadrifoglio Verde, realizzato però completamente in alluminio, materiale che permette al gruppo motore-cambio di contenere il peso a 135 kg, 24 in meno rispetto alla versione  montata sulla berlina.

### Motorizzazioni
| Modello      | Disponibilità | Motore  | Cilindri         | Cilindrata (cm³) | Potenza (CV) | Coppia Massima (Nm) | Emissioni CO2 (g/km) | 0–100 km/h (secondi) | Velocità max (km/h) | Consumo medio (km/l) | Peso a secco (kg) |
| 1750 TBi     | dal 2013      | Benzina | 4 in linea (16V) | 1742             | 241          | 350                 | 157                  | 4,4                  | 258                 | 14,7                 | 895               |
| 1750 TBi USA | dal 2014      | Benzina | 4 in linea (16V) | 1742             | 241          | 350                 | nd                   | 4,7                  | 258                 | nd                   | 1050              |

### Scheda tecnica (modello europeo)
| Caratteristiche tecniche - Alfa Romeo 4C (modello europeo) | Caratteristiche tecniche - Alfa Romeo 4C (modello europeo)                                               | Caratteristiche tecniche - Alfa Romeo 4C (modello europeo)                                               | Caratteristiche tecniche - Alfa Romeo 4C (modello europeo)                                               | Caratteristiche tecniche - Alfa Romeo 4C (modello europeo)                                               | Caratteristiche tecniche - Alfa Romeo 4C (modello europeo)                                               |
| Configurazione                                             | Configurazione                                                                                           | Configurazione                                                                                           | Configurazione                                                                                           | Configurazione                                                                                           | Configurazione                                                                                           |
| ---------------------------------------------------------- | --- | --- | --- | --- | --- |
| Carrozzeria: coupé                                         | Carrozzeria: coupé                                                                                       | Posizione motore: posteriore centrale                                                                    | Posizione motore: posteriore centrale                                                                    | Trazione: posteriore                                                                                     | Trazione: posteriore                                                                                     |
| Dimensioni e pesi                                          | | | | | |
| Ingombri (lungh.×largh.×alt. in mm): 3 990 × 2 000 × 1 180 | Ingombri (lungh.×largh.×alt. in mm): 3 990 × 2 000 × 1 180                                               | Ingombri (lungh.×largh.×alt. in mm): 3 990 × 2 000 × 1 180                                               | Ingombri (lungh.×largh.×alt. in mm): 3 990 × 2 000 × 1 180                                               | Diametro minimo sterzata:                                                                                | Diametro minimo sterzata:                                                                                |
| Posti totali: 2                                            | Posti totali: 2                                                                                          | Bagagliaio: 110 litri                                                                                    | Bagagliaio: 110 litri                                                                                    | Serbatoio: 40 litri                                                                                      | Serbatoio: 40 litri                                                                                      |
| Masse                                                      | a vuoto: 895 kg                                                                                          | a vuoto: 895 kg                                                                                          | a vuoto: 895 kg                                                                                          | a vuoto: 895 kg                                                                                          | a vuoto: 895 kg                                                                                          |
| Meccanica                                                  | | | | | |
| Tipo motore: 4 cilindri - Rapporto di compressione:        | Tipo motore: 4 cilindri - Rapporto di compressione:                                                      | Tipo motore: 4 cilindri - Rapporto di compressione:                                                      | Cilindrata: 1742 cm³                                                                                     | Cilindrata: 1742 cm³                                                                                     | Cilindrata: 1742 cm³                                                                                     |
| Prestazioni motore                                         | Potenza: 241 CV a 6000 giri/minuto (potenza specifica: 4 kg/CV) / Coppia: 350 Nm a 2100-3750 giri/min    | Potenza: 241 CV a 6000 giri/minuto (potenza specifica: 4 kg/CV) / Coppia: 350 Nm a 2100-3750 giri/min    | Potenza: 241 CV a 6000 giri/minuto (potenza specifica: 4 kg/CV) / Coppia: 350 Nm a 2100-3750 giri/min    | Potenza: 241 CV a 6000 giri/minuto (potenza specifica: 4 kg/CV) / Coppia: 350 Nm a 2100-3750 giri/min    | Potenza: 241 CV a 6000 giri/minuto (potenza specifica: 4 kg/CV) / Coppia: 350 Nm a 2100-3750 giri/min    |
| Frizione: doppio disco a secco Alfa TCT                    | Frizione: doppio disco a secco Alfa TCT                                                                  | Frizione: doppio disco a secco Alfa TCT                                                                  | Cambio: 6 marce con comandi al volante (Dual Dry Clutch).                                                | Cambio: 6 marce con comandi al volante (Dual Dry Clutch).                                                | Cambio: 6 marce con comandi al volante (Dual Dry Clutch).                                                |
| Telaio                                                     | | | | | |
| Corpo vettura                                              | monoscocca in fibra di carbonio                                                                          | monoscocca in fibra di carbonio                                                                          | monoscocca in fibra di carbonio                                                                          | monoscocca in fibra di carbonio                                                                          | monoscocca in fibra di carbonio                                                                          |
| Sterzo                                                     | 2,75 giri lock-to-lock                                                                                   | 2,75 giri lock-to-lock                                                                                   | 2,75 giri lock-to-lock                                                                                   | 2,75 giri lock-to-lock                                                                                   | 2,75 giri lock-to-lock                                                                                   |
| Sospensioni                                                | anteriori: a triangoli sovrapposti / posteriori: McPherson                                               | anteriori: a triangoli sovrapposti / posteriori: McPherson                                               | anteriori: a triangoli sovrapposti / posteriori: McPherson                                               | anteriori: a triangoli sovrapposti / posteriori: McPherson                                               | anteriori: a triangoli sovrapposti / posteriori: McPherson                                               |
| Freni                                                      | anteriori: a disco forati autoventilanti 305×28 mm / posteriori: a disco forati autoventilanti 292×22 mm | anteriori: a disco forati autoventilanti 305×28 mm / posteriori: a disco forati autoventilanti 292×22 mm | anteriori: a disco forati autoventilanti 305×28 mm / posteriori: a disco forati autoventilanti 292×22 mm | anteriori: a disco forati autoventilanti 305×28 mm / posteriori: a disco forati autoventilanti 292×22 mm | anteriori: a disco forati autoventilanti 305×28 mm / posteriori: a disco forati autoventilanti 292×22 mm |
| Pneumatici                                                 | 17"ant. 18"post. o 18"ant. 19"post.                                                                      | 17"ant. 18"post. o 18"ant. 19"post.                                                                      | 17"ant. 18"post. o 18"ant. 19"post.                                                                      | 17"ant. 18"post. o 18"ant. 19"post.                                                                      | 17"ant. 18"post. o 18"ant. 19"post.                                                                      |
| Prestazioni dichiarate                                     | | | | | |
| Velocità: 258 km/h                                         | Velocità: 258 km/h                                                                                       | Velocità: 258 km/h                                                                                       | Accelerazione: 0-100 km/h: 4,5 sec                                                                       | Accelerazione: 0-100 km/h: 4,5 sec                                                                       | Accelerazione: 0-100 km/h: 4,5 sec                                                                       |
| Consumi                                                    | Ciclo combinato 6,8 l/100 km                                                                             | Ciclo combinato 6,8 l/100 km                                                                             | Ciclo combinato 6,8 l/100 km                                                                             | Ciclo combinato 6,8 l/100 km                                                                             | Ciclo combinato 6,8 l/100 km                                                                             |
| Omologazione: Euro6                                        | Omologazione: Euro6                                                                                      | Omologazione: Euro6                                                                                      | Emissioni CO2: 157 g/km                                                                                  | Emissioni CO2: 157 g/km                                                                                  | Emissioni CO2: 157 g/km                                                                                  |
| Altro                                                      | | | | | |
| Accelerazione lat max                                      | 1.1 g | 1.1 g | 1.1 g | 1.1 g | 1.1 g |
| Decelerazione massima                                      | 1.25 g                                                                                                   | 1.25 g                                                                                                   | 1.25 g                                                                                                   | 1.25 g                                                                                                   | 1.25 g                                                                                                   |
| Fonte dei dati:                                            | | | | | |

## Progettazione, produzione e assemblaggio

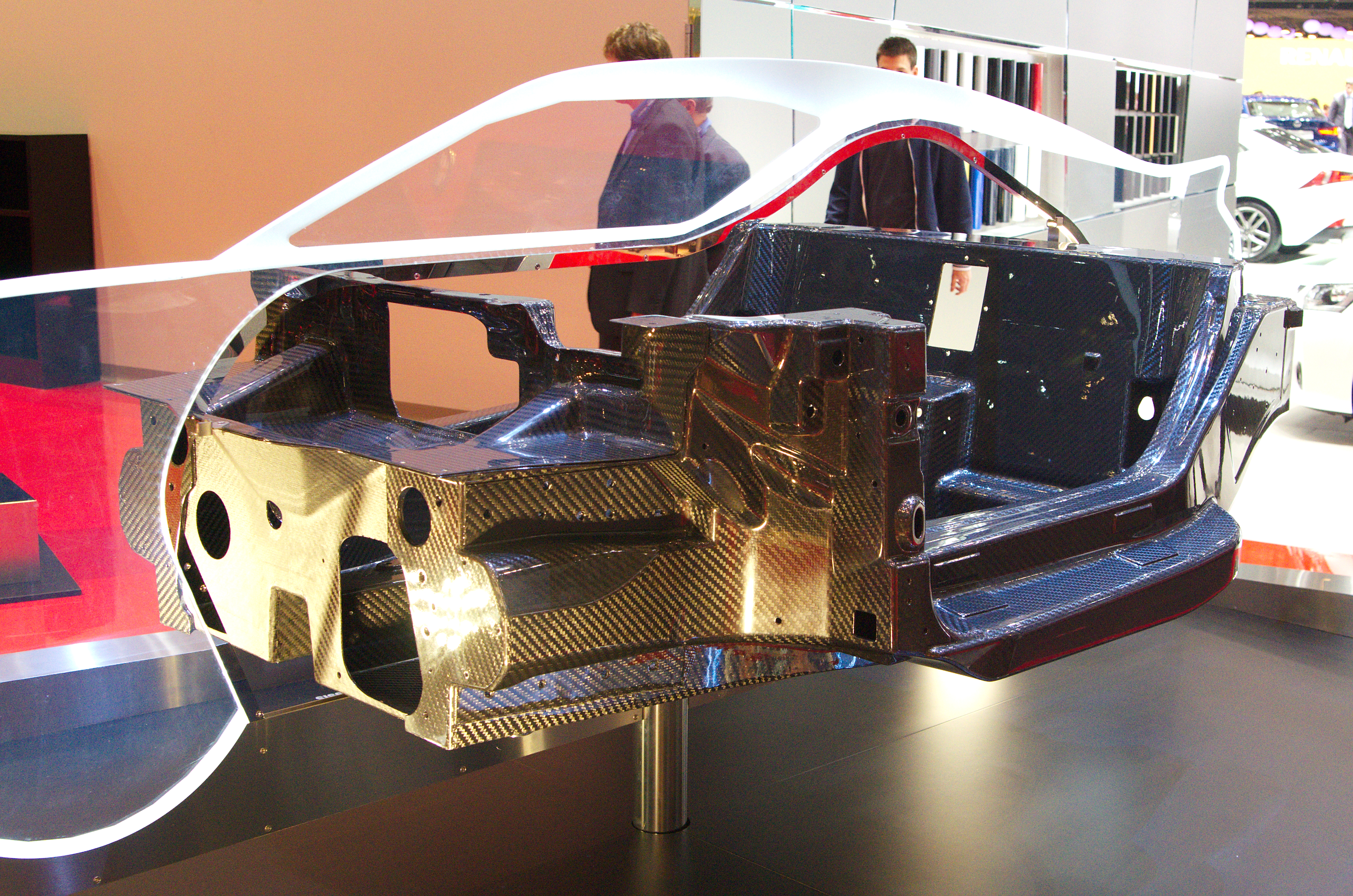
Panoramica della monoscocca in fibra di carbonio della 4C

La vettura è stata progettata in Italia dall'Alfa Romeo, con il supporto della Maserati (che si è occupata principalmente della messa in produzione e dell'adattamento del progetto alla produzione, che è di tipo semi-artigianale). Il sodalizio Milano-Modena si è avvalso anche del know-how di Dallara, che ha fornito un proprio brevetto di derivazione F1 nonché consulenza per la realizzazione della scocca in fibra di carbonio: si tratta di un progetto inedito, realizzato appositamente per la 4C, che non ha legami con altri veicoli e che non aveva mai trovato applicazione al di fuori delle competizioni; tale soluzione è inoltre, per Dallara, la prima applicazione di questo brevetto su un veicolo destinato alla produzione in serie, in quanto si era sempre limitata a prototipi o fuoriserie. Sebbene in un primo momento la stampa del settore dichiarava una collaborazione articolata fra l'azienda emiliana e l'Alfa Romeo (si parlava addirittura di una versione della 4C a marchio Dallara), questa termina appena dopo la concessione del brevetto e la consulenza alla progettazione della scocca.
Per la scocca in fibra di carbonio è stato aperto un impianto produttivo specifico, recuperando uno stabilimento abbandonato ad Airola; la produzione avviene artigianalmente in un'area di circa 38.000 m² da parte dell'azienda Tecno Tessile Adler, del gruppo industriale Adler Group.
L'assemblaggio finale avviene negli stabilimenti Maserati di Modena, che già avevano ospitato le linee di montaggio della 8C Competizione. La verniciatura è l'unica operazione che avviene al di fuori della fabbrica modenese; dopo di essa vengono installati i gruppi ottici, vengono percorsi 40 km di test per ogni vettura, e vengono effettuate le operazioni e i controlli finali.

### Scelte progettuali e di componentistica

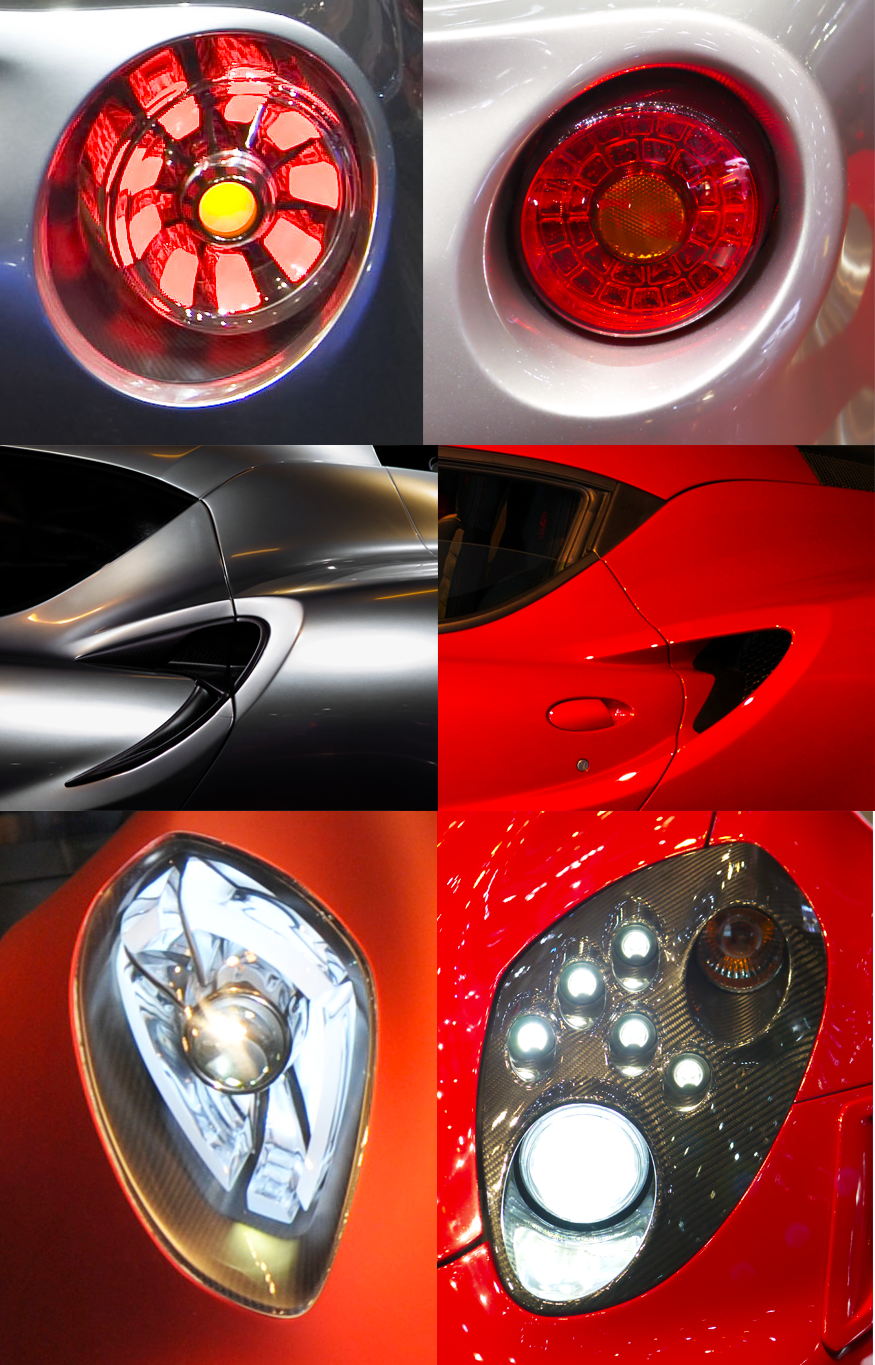
Differenze progettuali e d'impatto estetico fra la 4C Concept del 2011 (a sinistra) e il modello esecutivo del 2013 (a destra)

Per la riduzione del numero di componenti e del peso degli stessi, questi sono realizzati unicamente in materiali leggeri e ultra-leggeri, eliminando tutte le parti superflue e sostituendo molte di queste con soluzioni alternative: la manopola del cambio è assente, venendo sostituita da due leve dietro il volante, mentre la strumentazione è interamente digitale, coi tradizionali contagiri e tachimetro sostituiti da una grafica virtuale. Alcune parti in fibra di carbonio della scocca sono a vista, priva di rivestimento interno, soluzione ripresa anche nella zona della pedaliera. La plancia è una leggera colata di materiale polimerico pressofuso in un pezzo unico dove vengono inglobati degli interruttori derivati dalla Giulietta e uno schermo a cristalli liquidi informativo.
In fase di realizzazione della vettura si è inoltre optato per il riuso di alcuni componenti già presenti sul mercato, nonché il ricorso a soluzioni alternative a quelle tradizionali su componenti secondari o prettamente estetici. La vettura non è dotata di un tradizionale sistema d'illuminazione a fari carenati, infatti è stata scelta una soluzione simile i quella utilizzata per veicoli con produzioni a bassi volumi (autobus, treni o supercar): il gruppo ottico è costituito da una parte piena in materiale plastico o composito (policarbonato, ABS o fibra di carbonio) nel quale vengono inglobati dei faretti standard, privi di disegno specifico (una soluzione simile per esempio alle Pagani Zonda e Huayra); a questi vengono aggiunti le luci LED, sempre inglobate con il medesimo sistema. Montante e calotta dello specchietto retrovisore esterno sono di derivazione Grande Punto. I gruppi ottici posteriori sono di provenienza Alfa Romeo MiTo. Le manopole del climatizzatore, invece, sono state mutuate dalle Fiat Seicento e Punto I, incastonate in una nuova cornice plastica. Tra gli altri componenti utilizzati derivati da altri veicoli della Fiat Group Automobiles, ci sono i pulsanti di selezione del cambio nonché parte del volante e degli specchietti esterni, di origine Abarth 500.

## Distribuzione

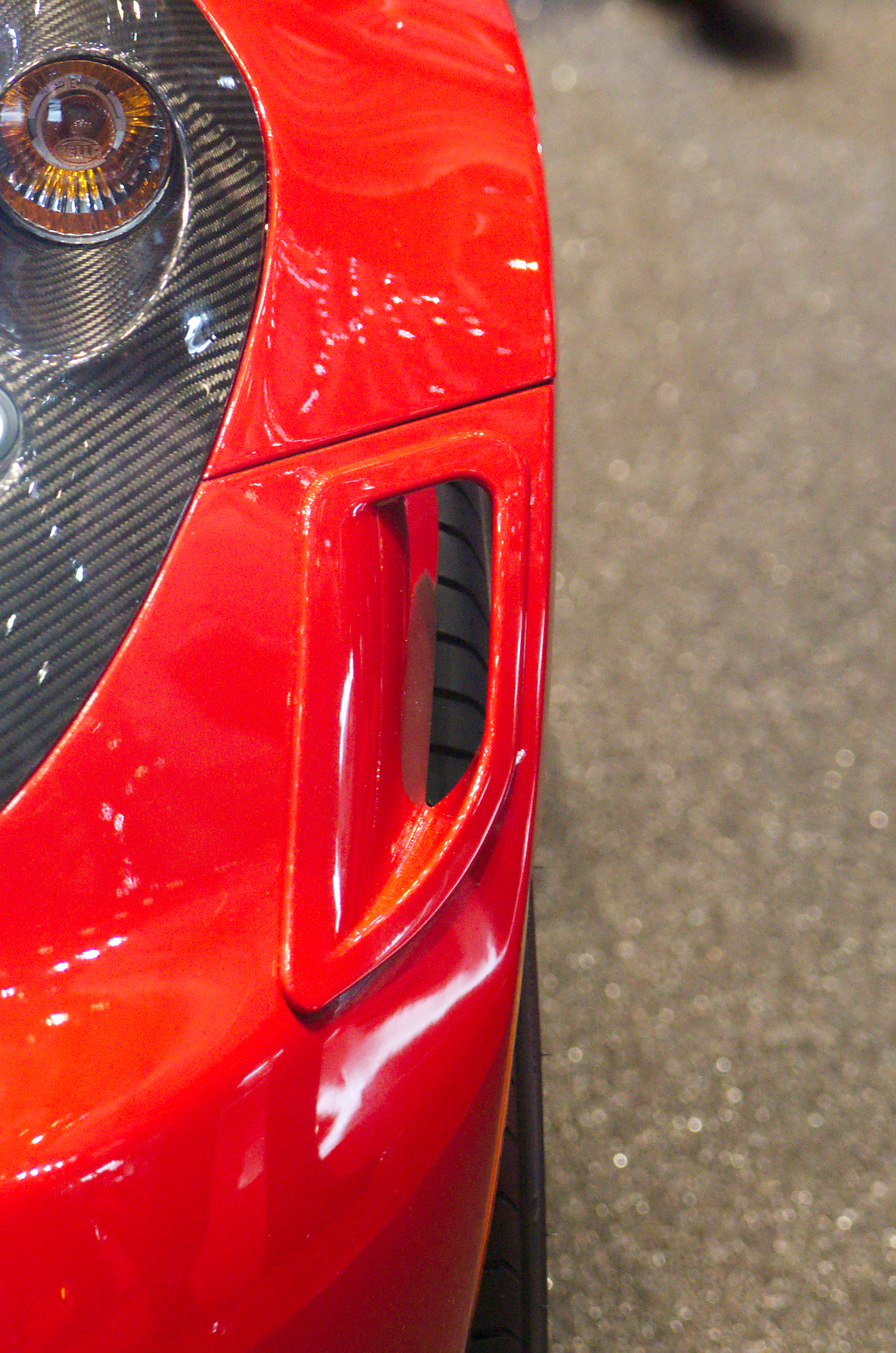
Particolare delle piccole prese d'aria addizionali ai freni, un optional esclusivo della Launch Edition

La vettura, a differenza degli altri modelli della gamma, è stata distribuita in tutto il mondo. La distribuzione è avvenuta tramite importatori intermediari nei paesi fuori dalla copertura Alfa Romeo o direttamente dall'Alfa Romeo nei paesi dove l'azienda italiana è presente con una propria filiale. Con la 4C inizia una collaborazione commerciale con i concessionari Jeep per importare direttamente i veicoli in nuovi mercati non precedentemente coperti dalla rete vendita diretta, aprendo così all'Alfa Romeo mercati come per esempio quello russo, dove Alfa Romeo era assente da tempo. A tale strategia distributiva l'Alfa ha affiancato un piano commerciale studiato per la distribuzione del modello "4C": i primi mille esemplari del modello vengono commercializzati in una versione speciale denominata Launch Edition (con parti in carbonio a vista, aerodinamica dedicata, dotazioni speciali e solo due colori disponibili: rosso Alfa o bianco Carrara) con un quantitativo specifico di esemplari assegnati a ogni parte del mondo: 500 per il mercato NAFTA (Nord America), 400 per il mercato EMEA (Europa, Africa e Medio Oriente) e 100 per il mercato APAC (Asia).
Al momento dell'effettiva commercializzazione Alfa Romeo ha anche pubblicato le caratteristiche della versione "di serie" della 4C che va ad aggiungersi alla versione iniziale launch edition (limitata ai primi 1000 esemplari), rispetto alla quale viene venduta a un prezzo di mercato inferiore. La versione "per puristi" — così definita dalla casa madre — non presenta alcuna modifica rilevante rispetto all'edizione di lancio iniziale, tranne che per l'assenza delle prese d'aria per il raffreddamento dei freni e alcune dotazioni che non sono più di serie ma diventano optional. La gamma colori comprende tre tinte pastello (Nero, Bianco, Rosso Alfa), un metallizzato (Grigio Basalto) e due metallizzato tristrato (Bianco Madreperla, Rosso Competizione).
A circa un anno dalla presentazione ufficiale europea (dopo più o meno 8 mesi di produzione) la vettura, solo in Europa, è stata venduta in 1700 esemplari.
A fine 2019 vengono interrotte le vendite in Europa e la vettura esce dai listini, rimanendo però in produzione per l'esportazione nei mercati d'oltreoceano. La produzione è terminata a fine 2020, con il lancio a dicembre dello stesso anno della versione in edizione limitata "33 Stradale Tributo", realizzata sulla base della 4C Spider esclusivamente per il mercato nordamericano e australiano, con il contestuale avvio della produzione sulle stesse linee di produzione a Modena della Maserati MC20.

## 4C Spider

### Il prototipo (2014)
Nel marzo 2014 viene presentata ufficialmente la versione scoperta denominata 4C Spider. A dispetto della denominazione "Spider", assegnata per rimarcare la continuità storica coi precedenti modelli scoperti dell'Alfa Romeo, questa ha una carrozzeria di tipo targa con tettuccio semirigido in tela o in alternativa con hard-top in fibra di carbonio, riponibile nel baule posteriore.

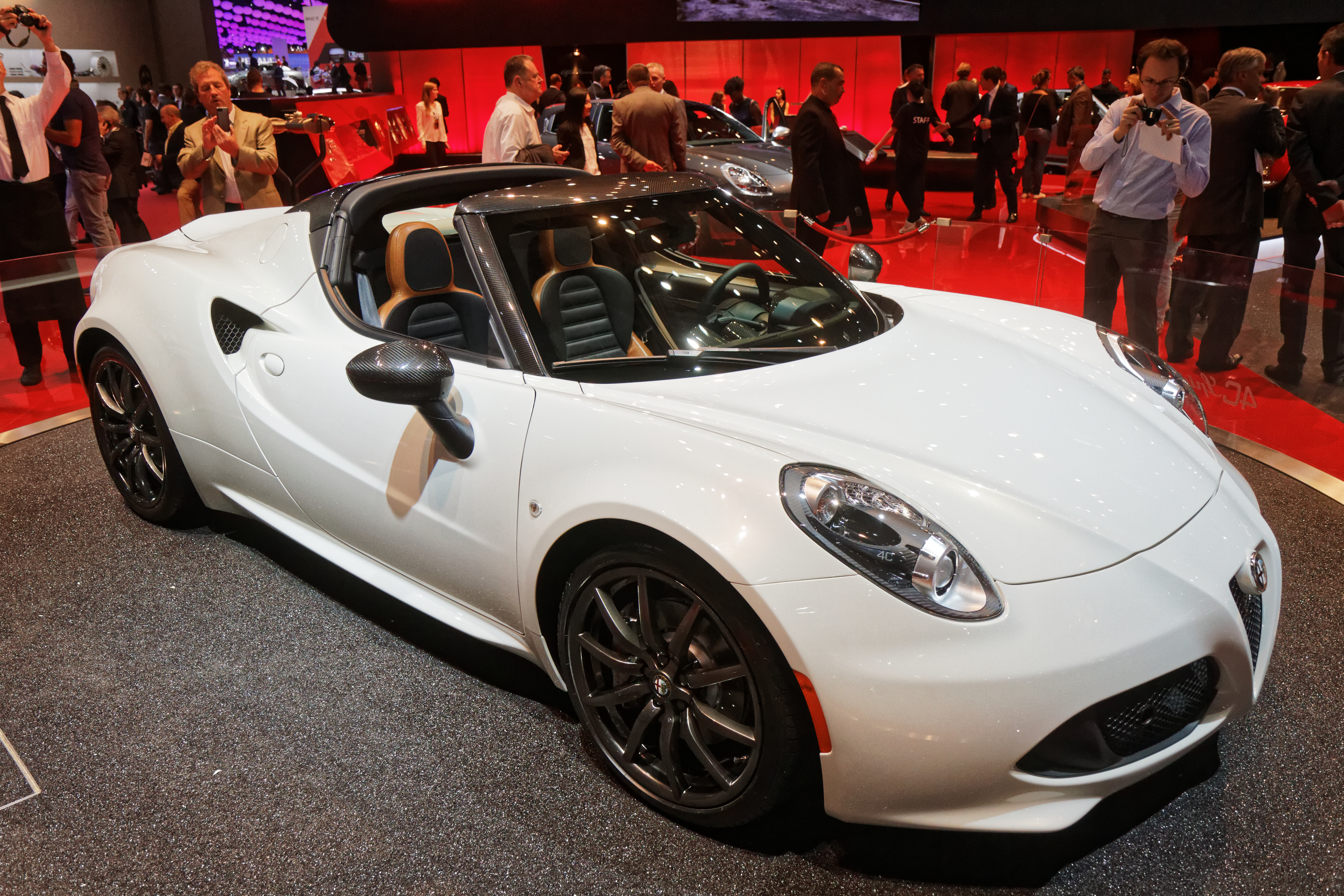
Il prototipo della 4C Spider presentato nel 2014

La spider mostra alcune differenze sostanziali rispetto al modello coupé dal quale deriva: per motivi strutturali è stato riprogettato il parabrezza che ora viene proposto anche in fibra di carbonio. La vettura si presenta meno spartana della 4C: gli interni mantengono lo stesso disegno e impostazione ma vengono integrate e migliorate le rifiniture. Anche la carrozzeria esterna cambia, soprattutto nei fari anteriori che diventano carenati, adottando quindi un sistema d'illuminazione più convenzionale. Muta anche il cofano motore posteriore: il vetro presente sulla versione coupé lascia il posto a due evidenti prese d'aria. Rispetto alla 4C risulta inoltre modificato l'estrattore posteriore, così come le linee di raccordo tetto-coda che adottano soluzioni diverse. Il modello pilota comprendeva un sistema di scarico completamente nuovo, costruito in carbonio e titanio, progettato da Akrapovič e dotato di valvola wireless elettroattuata per consentire di cambiarne la sonorità; questo componente non è poi stato applicato al modello di serie della 4C Spider, ma è stato reso disponibile come optional. A livello dinamico, invece, presenta un set-up delle sospensioni diverso per poter avere la stessa guidabilità della coupé. Infine, tra le novità della spider si segnalano la nuova livrea Bianco Lucido Tristrato e il nuovo disegno dei cerchi in lega, questi ultimi a diametro differenziato (18” all'anteriore e 19” al posteriore).
La vettura è stata portata al debutto al salone dell'automobile di Ginevra nel marzo 2014, con un modello "pilota" (quindi non un concept, ma una versione pressoché definitiva); la sua futura commercializzazione è programmata per il 2015. La presentazione del modello definitivo è avvenuta nel mese di gennaio parallelamente al Salone dell'automobile di Detroit e la commercializzazione è stata avviata nell'estate dello stesso anno.

### Il modello di serie (2015)

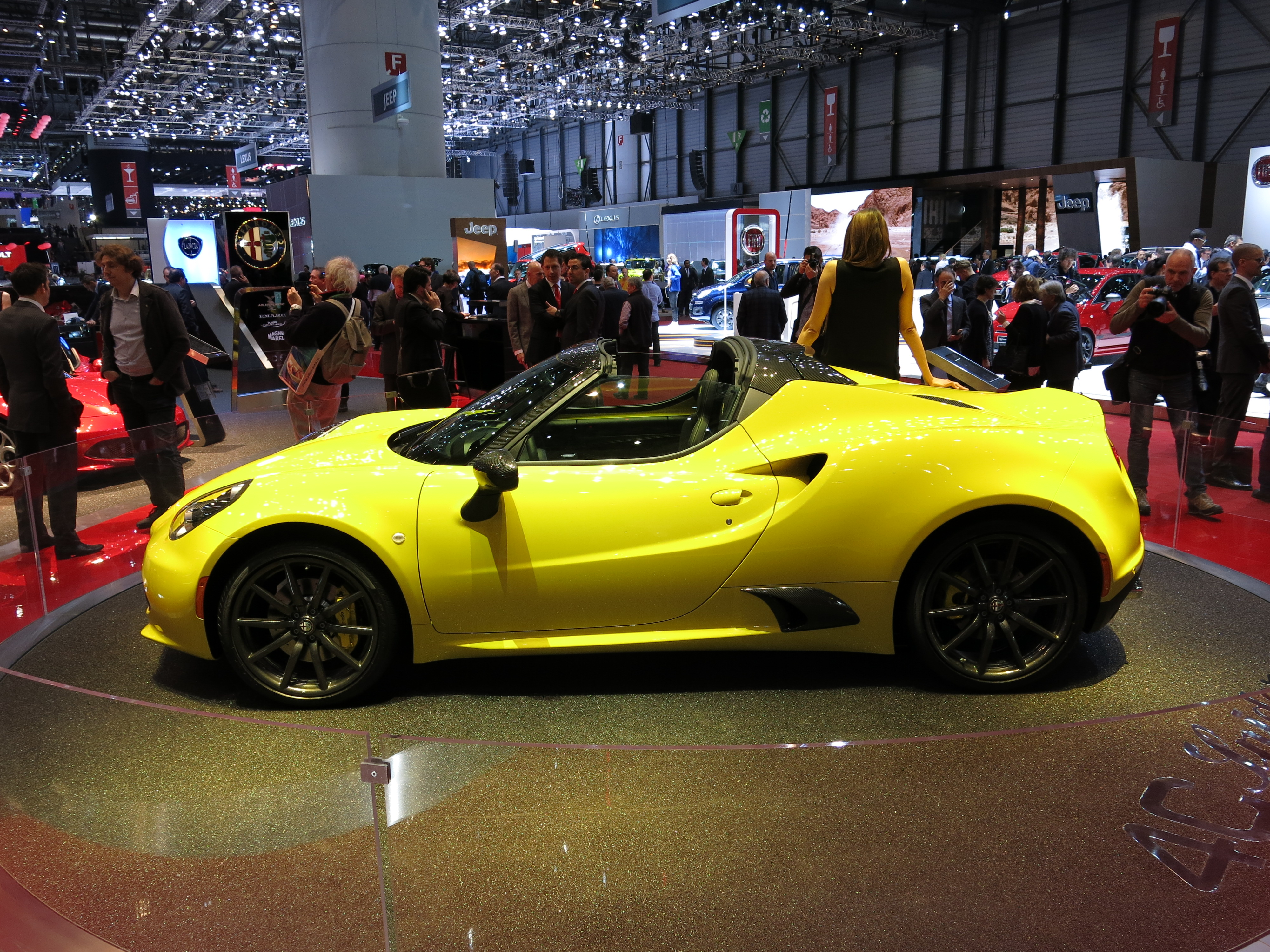
La versione definitiva della 4C Spider ufficializzata nel 2015

Il modello definitivo della 4C scoperta è stato presentato nel gennaio 2015. Si tratta di una targa con tettuccio removibile in tela o in fibra di carbonio (che si può mantenere equipaggiato anche a velocità massima: 258 km/h) dal peso di 1060 kg circa 10 kg in più rispetto al modello coupé americano (165 kg in più rispetto al modello europeo). Per contenere i pesi sono state adottate soluzioni come la sostituzione di tutti gli spazi vetrati, compreso il parabrezza, con il ricorso a un particolare vetro del 10% più sottile rispetto a quello precedente (il peso complessivo di tali componenti è ridotto del 15% rispetto alla coupé).
Il profilo estetico rimane globalmente simile, ma a cambiare è la parte della coda, del montante posteriore e del padiglione, quest'ultimo ora assente. Il parabrezza è più verticale rispetto al modello coupé, così come l'intera altezza della vettura (+2 cm). I montanti posteriori, bassi e allungati, racchiudono fra sé un piccolo elemento trasparente che funge da lunotto dato che quello della coupé, che faceva intravedere il motore, è stato rimosso e qui sostituito da un sistema di ventilazione e prese d'aria. Sempre fra i montanti ora vi è un roll-bar di sicurezza in alluminio e un inedito alettone. Lo stile della vettura è condizionato dalla scelta dei materiali, anche all'esterno: tutti gli elementi che non fanno parte del corpo carrozzeria sono in contrasto con essa di colore scuro rivestiti in abs o fibra di carbonio a vista; per il lancio della vettura è stato introdotto un colore aggiuntivo, il giallo (che sulla coupé non è presente). 

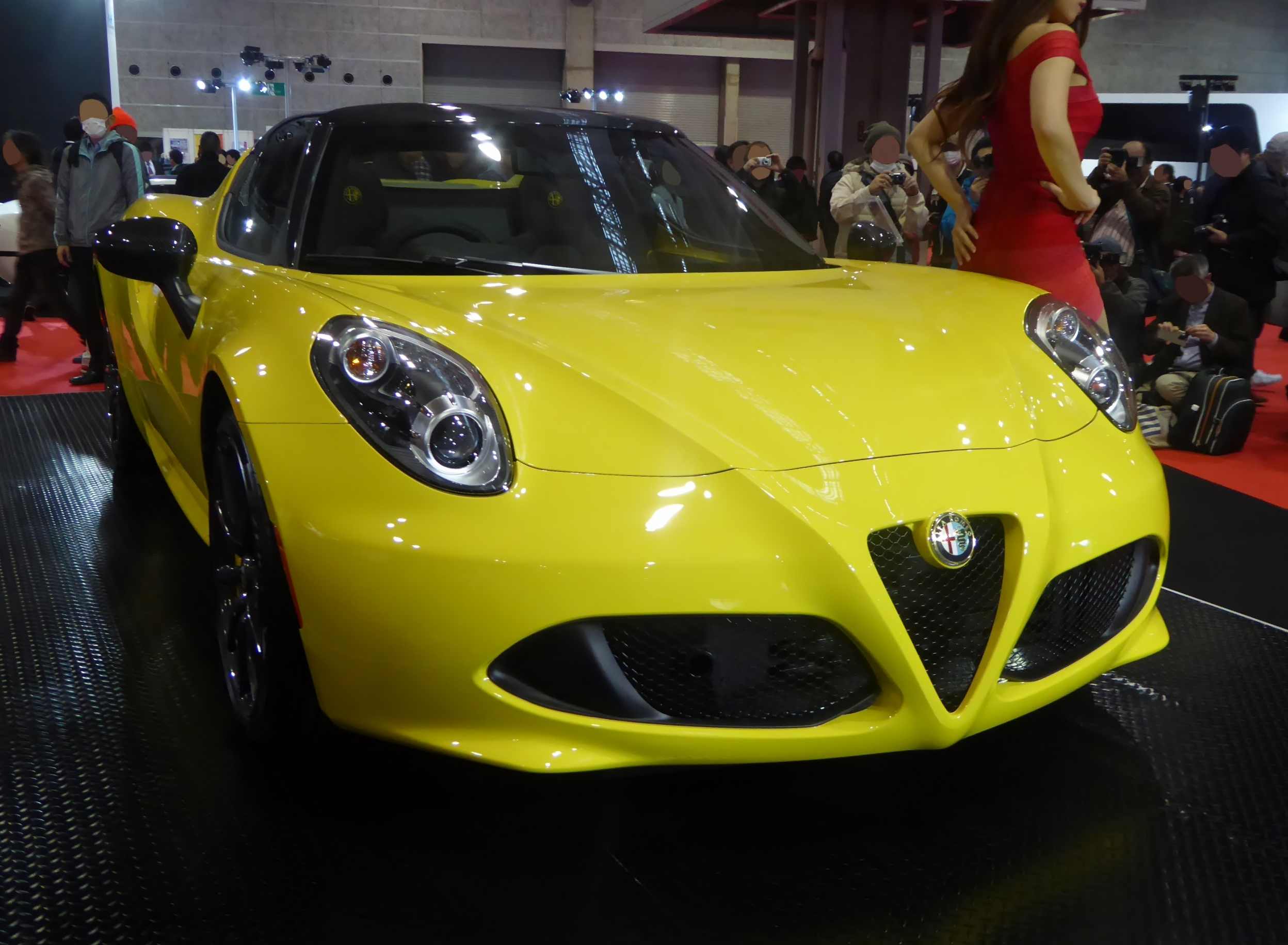
4C Spider per il mercato nordamericano

Il modello 4C scoperto inoltre è stato dotato di un'inedita presa d'aria laterale nella parte inferiore/posteriore della fiancata sinistra, necessaria per raffreddare la componentistica (molto probabilmente per raffreddare la trasmissione visto che la posizione coincide con quella della scatola del cambio doppia frizione, montato trasversalmente come il propulsore. I fari anteriori sono carenati (rivestiti con una calotta di policarbonato trasparente) e presentano lenti di proiezione identiche a quelle del modello coupé nordamericano, abbandonando la soluzione "traforata" a LED del modello coupé europeo. Il sistema di scarico è identico a quello della coupé. Tra i pochi elementi strutturali non realizzati in fibra di carbonio, oltre al roll-bar vi sono i rinforzi del vano motore, realizzati in acciai ad alta resistenza. Il peso totale della scocca in fibra è di 107 kg. Motore ed elettronica sono gli stessi della coupé, gli interni presentano nuovi rivestimenti in pelle, anche nel cruscotto centrale, con finiture dedicate.
La 4C Spider raggiunge i 258 km/h e raggiunge le 60 miglia orarie da ferma (0–96 km/h) in 4,5 secondi. L'accelerazione laterale sviluppata è di 1,1 g e tocca punte di decelerazione pari a 1,25 g. Anche per questa versione non è presente il servosterzo.

## La 4C per il mercato nordamericano

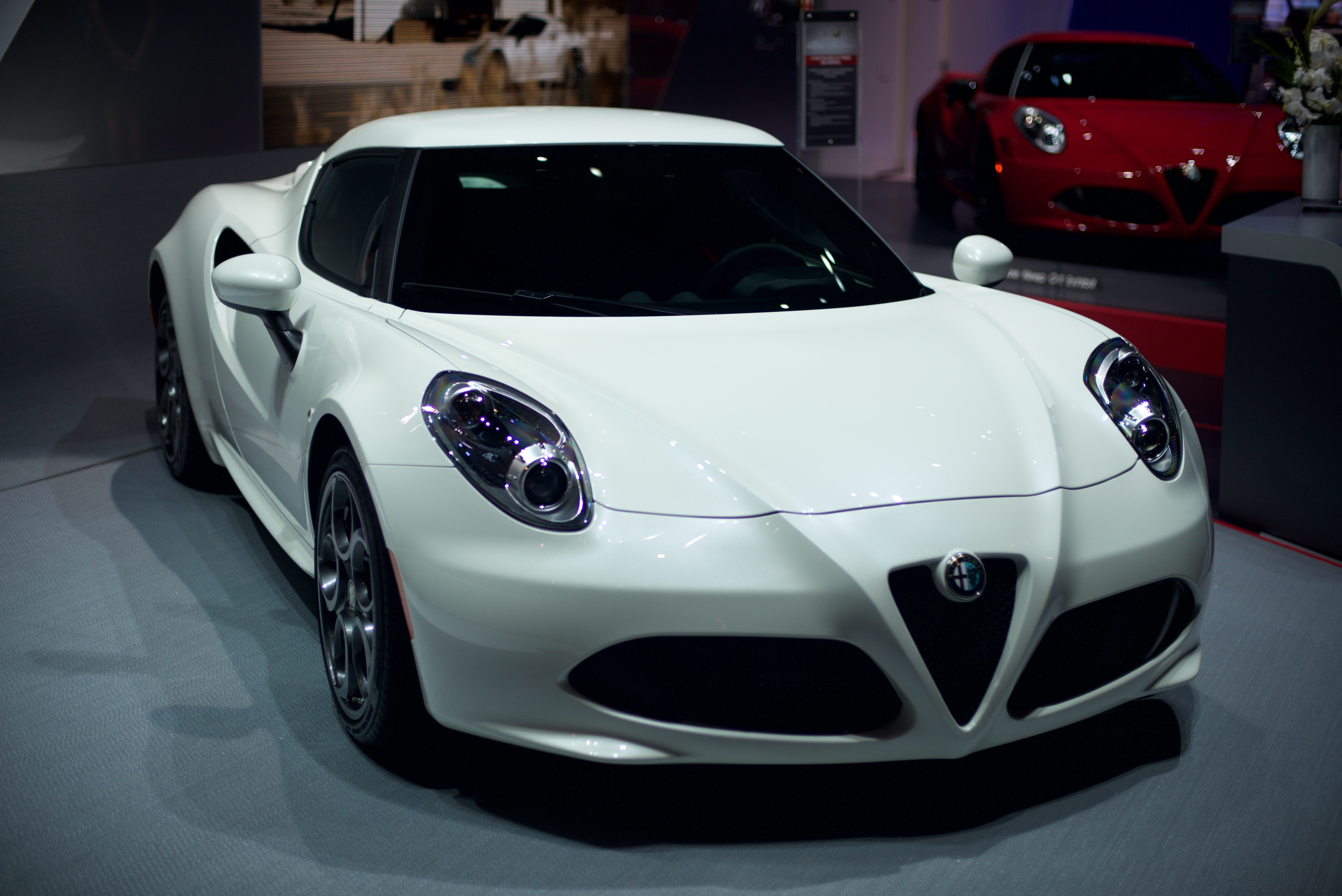
La 4C approntata per il mercato nordamericano; la principale differenza rispetto alla versione europea riguarda i fari anteriori, che abbandonano la particolare struttura in materiale plastico per una più convenzionale carenatura trasparente.

Nel 2014 l'Alfa Romeo ritorna nel mercato nordamericano, dopo diciannove anni di assenza, proprio con la 4C (l'ultima vettura di Arese venduta in Nord America era stata, nel 1995, la 164 con motore 3 litri V6 a benzina). La versione approntata per le strade d'oltreoceano, esteticamente, differisce in alcuni aspetti rispetto a quella europea. I proiettori anteriori ora sono carenati, perdono la struttura interna in materiale composito con luci a LED indipendenti (definita "a ragno" dagli americani) per adottare un sistema di illuminazione più tradizionale, come la 4C Spider, dotato quindi di calotta trasparente. Lievi modifiche vengono riservate anche al paraurti posteriore, che vede l'inserimento di due elementi bombati nella zona porta targa nonché di un nuovo estrattore. La vettura viene presentata al pubblico americano durante il Salone dell'automobile di New York nell'aprile del 2014.
La versione nordamericana riprende la medesima strategia di distribuzione avvenuta in Europa, coi primi 500 esemplari distribuiti con una dotazione speciale e a un prezzo maggiorato, con tutte le dotazioni di serie e gli elementi estetici disponibili in fibra di carbonio; gli esemplari successivi invece avranno il prezzo di listino. Al momento della presentazione statunitense vengono dichiarate alcune caratteristiche: le ruote posteriori sono più grandi di quelle anteriori, mentre il peso della versione americana è di 1050 kg, 155 in più rispetto a quella europea: il peso aumenta come conseguenza dei rinforzi in alluminio aggiunti alla struttura in fibra di carbonio, per far fronte alle più severe normative NHTSA. La versione statunitense raggiunge i 258 km/h e scatta da 0 a 60 miglia orarie (98 km/h) in circa 4 secondi. Il motore è il medesimo 1750 TBi abbinato a cambio sequenziale Alfa TCT, eroga 241 CV di potenza massima e 350 N·m di coppia massima.

## Leone-offsu base 4C

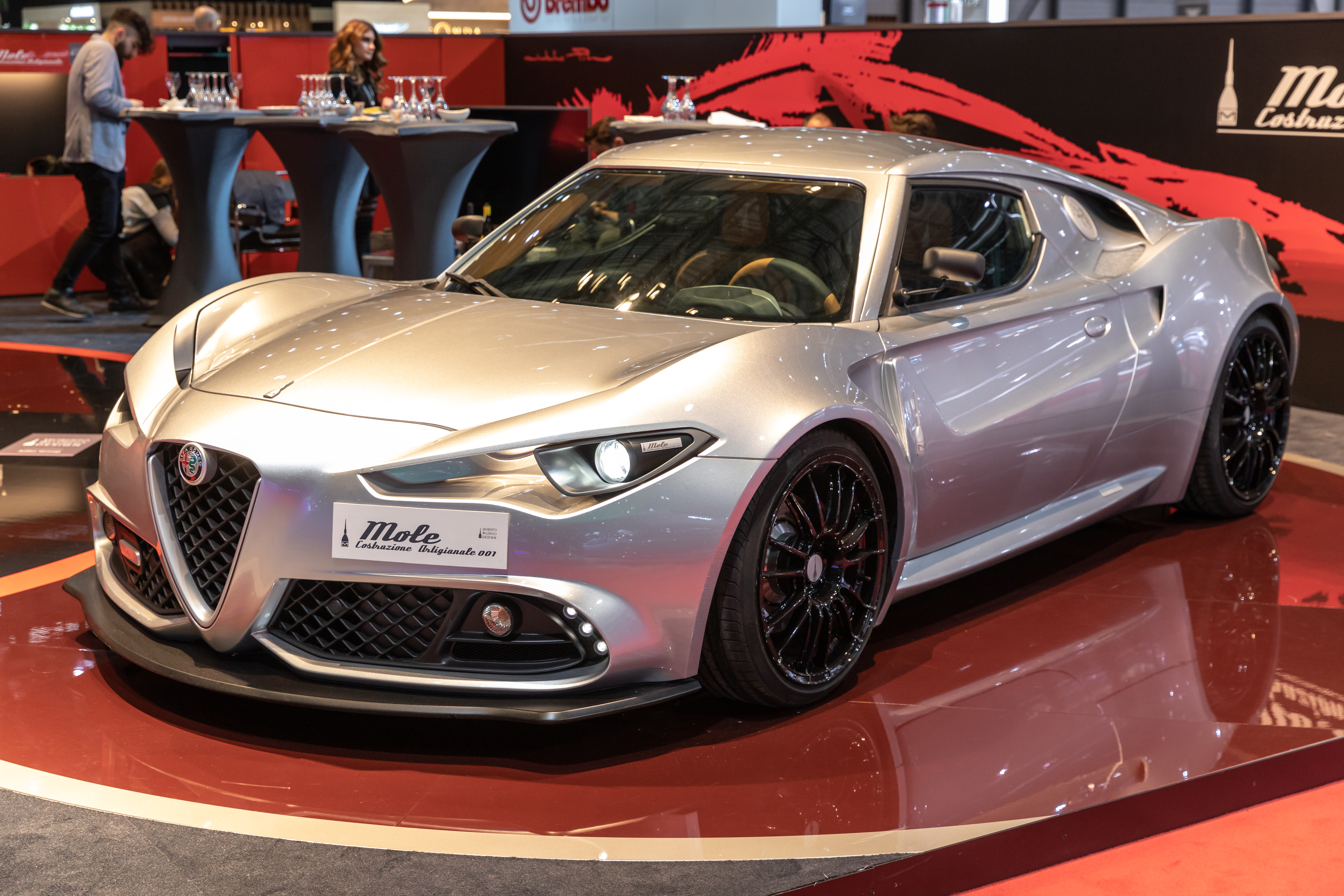
Una Mole Costruzione Artigianale 001 su base 4C

L'Alfa Romeo 4C, sia nella sua versione coupé sia nella sua versione spyder, è stata base di partenza per serie limitate, esemplari unici ed esercizi di stile da parte di diversi carrozzieri e atelier italiani. Ne sono un esempio la Mole Costruzione Artigianale 001 realizzata da Mole Automobiles (2018) oltreché le elaborazioni realizzate da Garage Italia Customs di Lapo Elkann, su tutte la Hokusai in omaggio all'incisore nipponico Katsushika Hokusai (2016).
Da segnalare anche un progetto interno a Stellantis, la Abarth 1000 (2021) realizzata su piattaforma 4C e omaggiante la Fiat Abarth 1000SP di 55 anni prima.

### 4C Quadrifoglio
Nella primavera 2019, con l'apertura dell'Heritage Hub di Fiat Chrysler Automobiles a Torino, vengono esposte due prototipi, uno coupé e l'altro spider costruiti dal Centro Stile, di una versione più sportiva e performante della 4C chiamata "Quadrifoglio". La vettura, che originariamente doveva essere il top di gamma della 4C, non è stata mai prodotta in serie rimanendo allo stato prototipale.
Questa versione si caratterizza per un'evoluzione principalmente aerodinamica che ha interessato gran parte della carrozzeria, con un kit di appendici costituiti da un alettone posteriore, splitter e flic in fibra di carbonio a vista, prese d'aria più grandi sul cofano motore, un estrattore posteriore maggiorato con integrati due scarichi centrali e un frontale con prese d'aria maggiorate a cui è stato integrato l'S-duct.

## Riconoscimenti e impatto mediatico

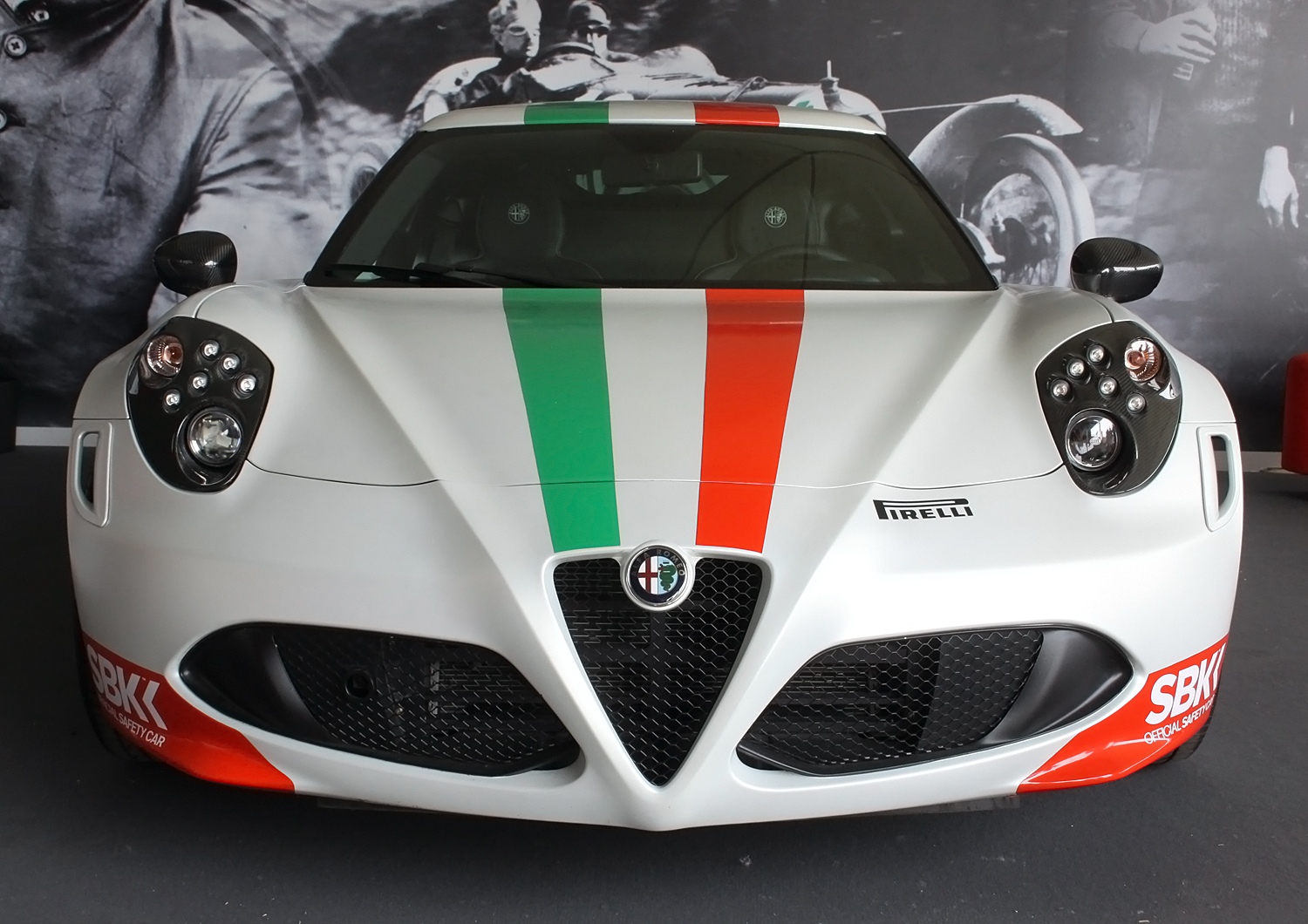
La 4C in versione safety car per il Campionato del Mondo Superbike

La vettura definitiva, poco dopo la sua presentazione ufficiale, ottiene il premio di "miglior supercar compatta" fra i lettori del quotidiano spagnolo El Economista, l'"Auto Trophy 2013" assegnatole dalla rivista tedesca specializzata Auto Zeitung, e il "Car of the Year 2013" dall'edizione britannica del mensile FHM. All'inizio del 2014, il 29 gennaio conquista il titolo di "auto più bella dell'anno 2013" da parte della rivista francese Automobile Magazine, mentre il giorno successivo ottiene il riconoscimento di "Best Cars 2014", nella categoria riservata alle auto sportive straniere, assegnato dalla pubblicazione tedesca Auto, Motor und Sport. Diversi premi sono giunti nei mesi successivi da altri paesi europei, quali la Polonia e il Portogallo.
Alla promozione della 4C ha contribuito anche Marc Gené, collaudatore della Scuderia Ferrari; la casa di Maranello ha partecipato ai test e alla promozione della vettura anche con un altro suo pilota, Giancarlo Fisichella, che ha provato la coupé di Arese al Centro Sperimentale Balocco. La sportiva italiana è diventata, nell'estate del 2013, safety car del campionato mondiale Superbike; la sua presentazione in questa veste è avvenuta al circuito di Silverstone, dove durante l'evento pre-gara è stata guidata dall'iridato SBK in carica, Max Biaggi. L'anno successivo la 4C è stata scelta per lo stesso compito anche dal campionato del mondo turismo.